# Джорджі Христов
Джорджі Христов (мак. Ѓорѓи Христов, нар. 30 січня 1976, Бітола) — македонський футболіст, нападник.

## Клубна кар'єра
У дорослому футболі дебютував 1993 року виступами за команду «Пелістер» з рідного міста, в якій провів один сезон.
Своєю грою за цю команду привернув увагу представників тренерського штабу югославського «Партизана», до складу якого приєднався 1994 року. Відіграв за белградську команду наступні три сезони своєї ігрової кар'єри. Більшість часу, проведеного у складі «Партизана», був основним гравцем атакувальної ланки команди. У складі «Партизана» був одним з головних бомбардирів команди, маючи середню результативність на рівні 0,34 голу за гру першості, чим допоміг клубу двічі поспіль стати чемпіоном Югославії.
Влітку 1997 року уклав контракт з клубом англійської Прем'єр-ліги «Барнслі», і попри те, що команда в першому ж сезоні вилетіла з еліти, Христов провів в її складі три роки своєї кар'єри гравця.
З 2000 року три сезони захищав кольори нідерландського «Неймегена».
З 2003 рорку грав у складі низки європейських клубів, але в жодному надовго не затримувався.
Завершив професійну ігрову кар'єру у фінському клубі «Ювяскюля», за який виступав протягом сезону 2009 року.

## Виступи за збірну
У складі збірної Македонії Христов дебютував 10 травня 1995 у відбірковому матчі на Євро-1996 проти збірної Вірменії, який закінчився з рахунком 2-2, а Христов забив свій дебютний м'яч. Всього до 2005 року зіграв в 48 матчах національної команди і забив 16 голів.

## Титули та досягнення
- Чемпіон СР Югославії (2 рази):
  - «Партизан»: 1995-96, 1996-97
- Чемпіон Азербайджану:
  - «Баку»: 2008/09